# Eulimidae
Famille
Eulimidae est une famille de petits mollusques gastéropodes, dont la plupart des espèces sont des parasites, notamment d'échinodermes.
Il s'agit d'une des familles de mollusques marins tropicaux les plus diversifiées. 

## Taxonomie
Selon World Register of Marine Species (4 juin 2014) :
- genre Acrochalix Bouchet & Warén, 1986

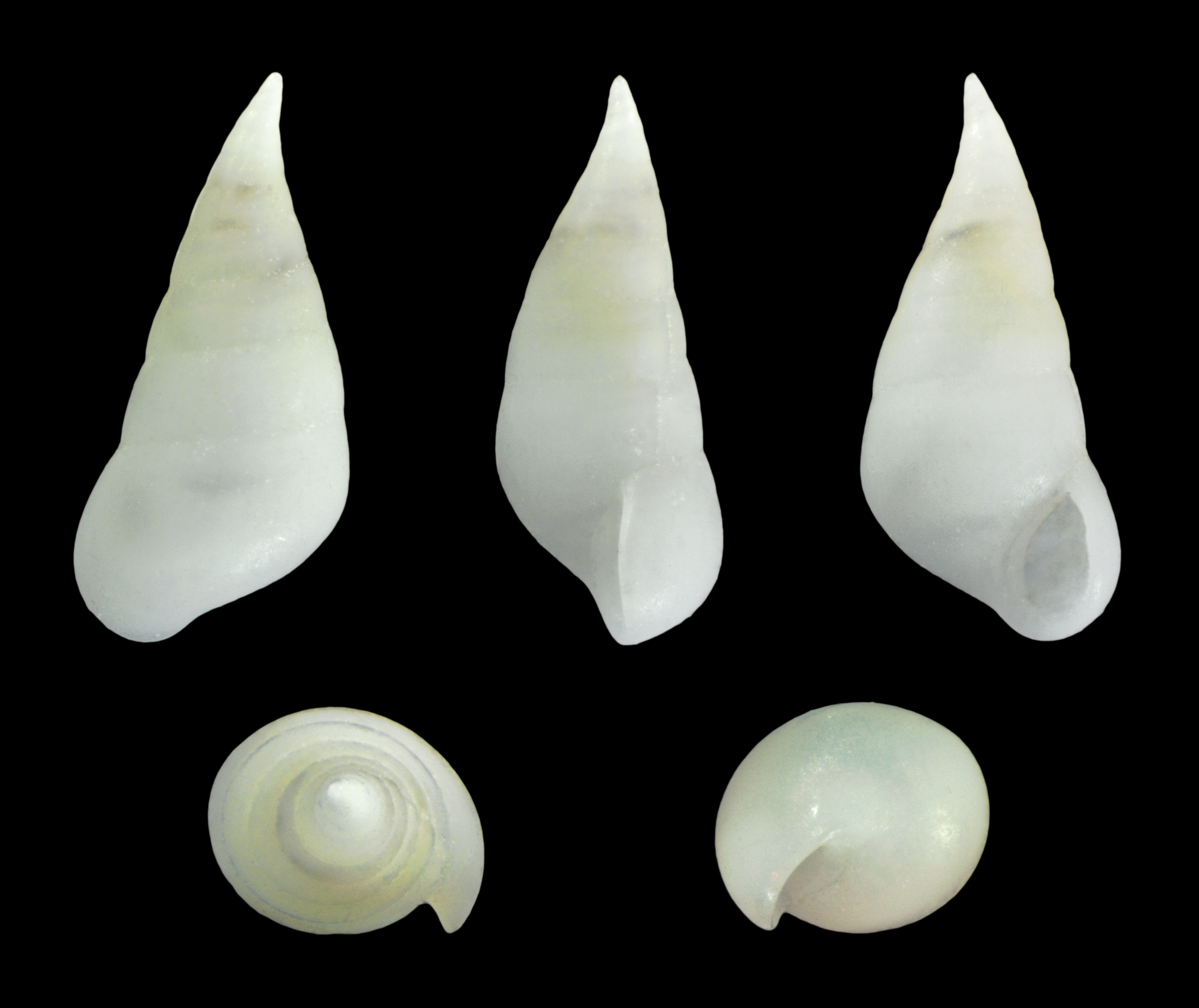
Melanella yamazii

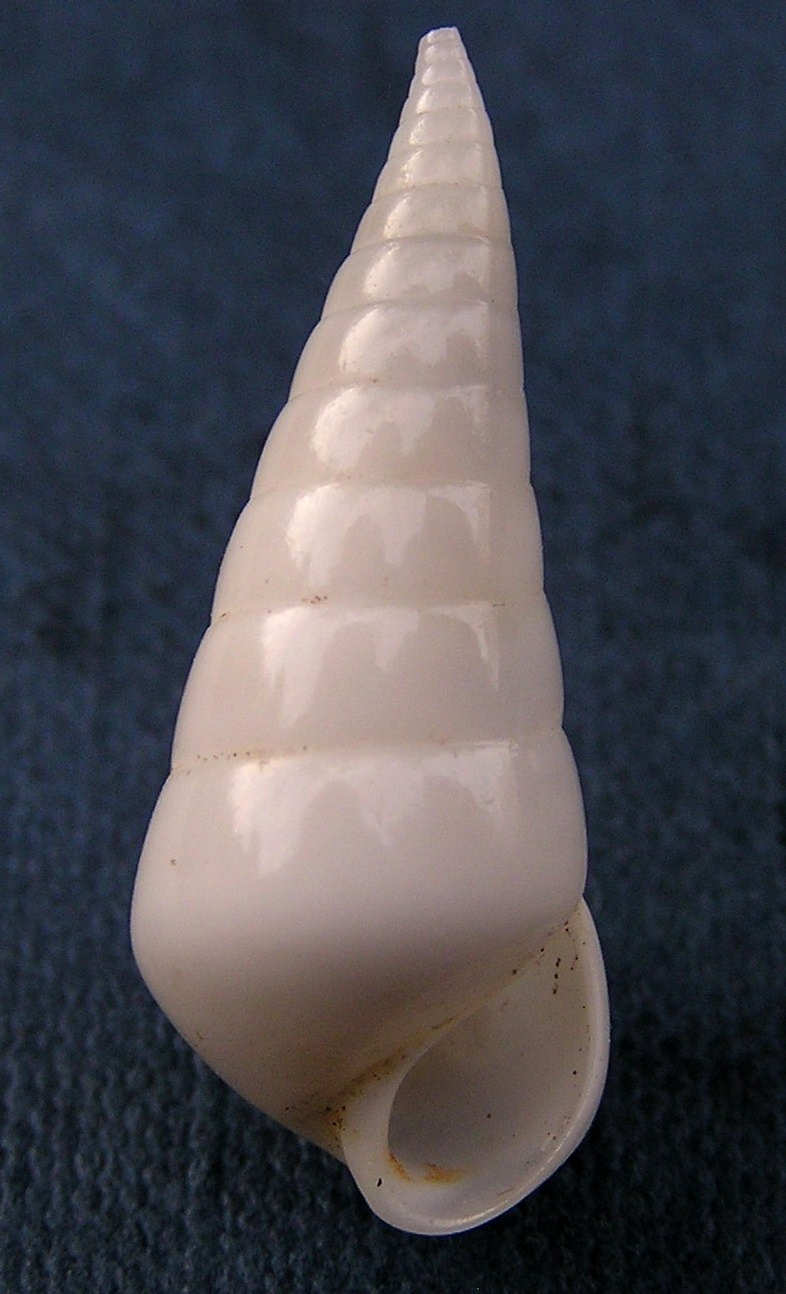
Melanella candida

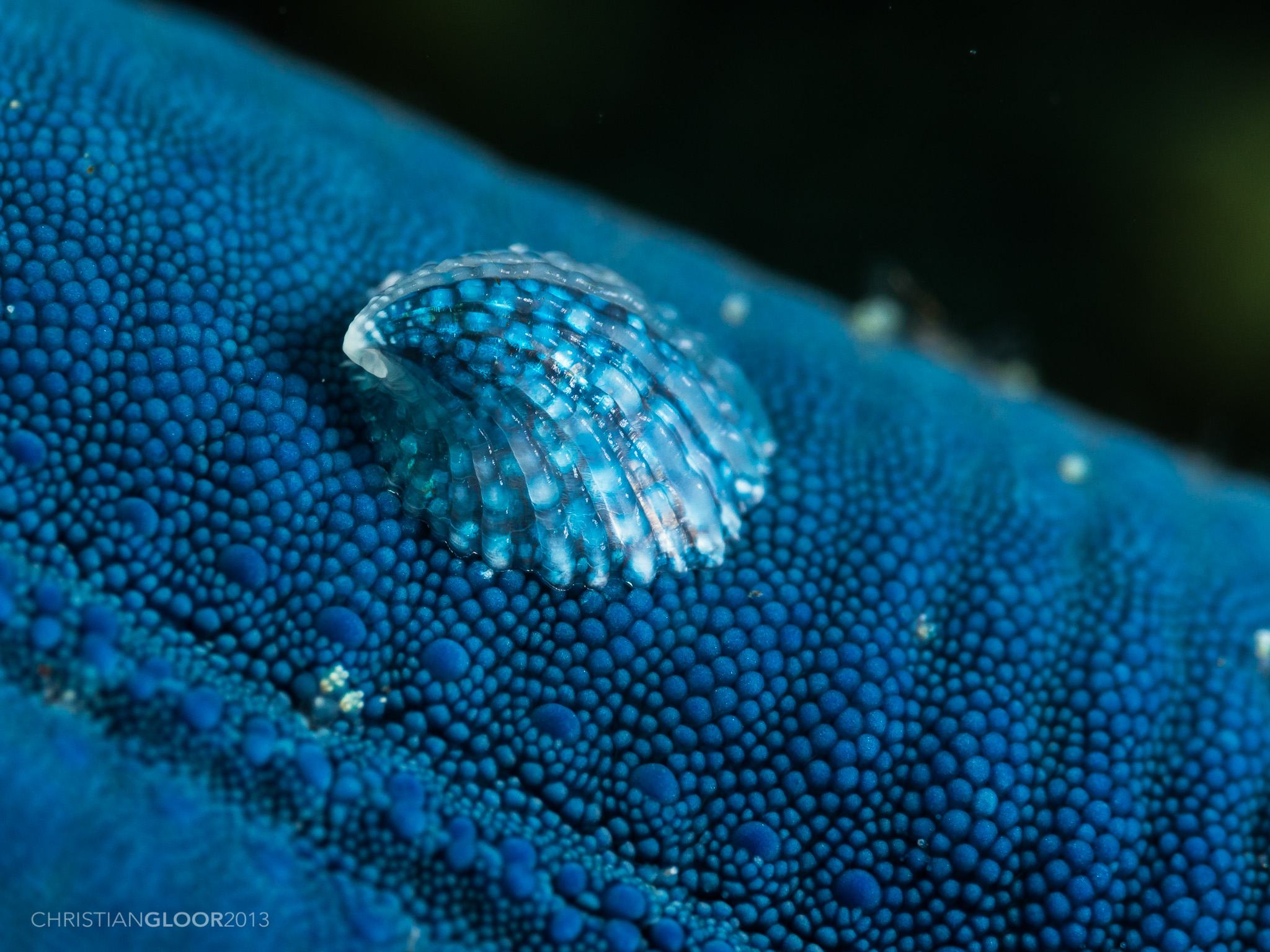
Thyca crystallina sur une étoile de mer Linckia laevigata.

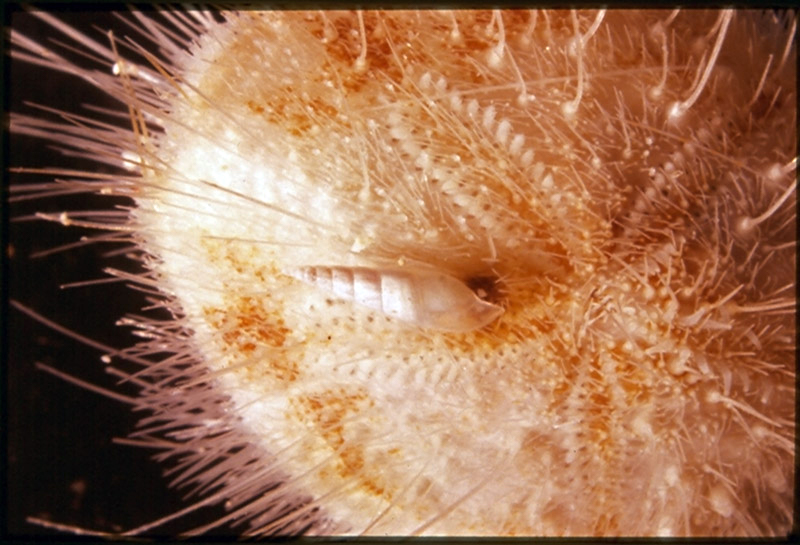
Hypermastus mareticola parasitant un Maretia planulata.

- genre Amamibalcis Kuroda & Habe, 1950
- genre Annulobalcis Habe, 1965
- genre Apicalia A. Adams, 1862
- genre Arcuella G. Nevill & H. Nevill, 1874
- genre Asterolamia Warén, 1980
- genre Asterophila Randall & Heath, 1912
- genre Auriculigerina Dautzenberg, 1925
- genre Bacula H. Adams & A. Adams, 1863
- genre Batheulima F. Nordsieck, 1968
- genre Bathycrinicola Bouchet & Warén, 1986
- genre Bulimeulima Bouchet & Warén, 1986
- genre Campylorhaphion Bouchet & Warén, 1986
- genre Chileutomia Tate & Cossmann, 1898
- genre Clypeastericola Warén, 1994
- genre Concavibalcis Warén, 1980
- genre Costaclis Bartsch, 1947
- genre Crinolamia Bouchet & Warén, 1979
- genre Crinophtheiros Bouchet & Warén, 1986
- genre Curveulima Laseron, 1955
- genre Cythnia Carpenter, 1864
- genre Diacolax Mandahl-Barth, 1946
- genre Echineulima Lützen & Nielsen, 1975
- genre Echinothuricola
- genre Echiuroidicola Warén, 1980
- genre Enteroxenos Bonnevie, 1902
- genre Entocolax Voigt, 1888
- genre Entoconcha J. Müller, 1852
- genre Ersilia Monterosato, 1872
- genre Eulima Risso, 1826
- genre Eulimetta Warén, 1992
- genre Eulimostraca Bartsch, 1917
- genre Eulitoma Laseron, 1955
- genre Fuscapex Warén, 1981
- genre Fusceulima Laseron, 1955
- genre Gasterosiphon Koehler & Vaney, 1905
- genre Goodingia Lützen, 1972
- genre Goriella Moolenbeek, 2008
- genre Goubinia Dautzenberg, 1923
- genre Haliella Monterosato, 1878
- genre Halielloides Bouchet & Warén, 1986
- genre Hebeulima Laseron, 1955
- genre Hemiaclis G.O. Sars, 1878
- genre Hemiliostraca Pilsbry, 1917
- genre Hoenselaaria Moolenbeek, 2009
- genre Hoplopteron P. Fischer, 1876
- genre Hoplopteropsis de Morgan, 1916
- genre Hypermastus Pilsbry, 1899
- genre Megadenus Rosén, 1910
- genre Melanella Bowdich, 1822
- genre Menon Hedley, 1900
- genre Microeulima Warén, 1992
- genre Molpadicola Grusov, 1957
- genre Monogamus Lützen, 1976
- genre Mucronalia A. Adams, 1860
- genre Mucronella Ivanov, 1973
- genre Nanobalcis Warén & Mifsud, 1990
- genre Niso Risso, 1826
- genre Oceanida de Folin, 1870
- genre Ophieulima Warén & Sibuet, 1981
- genre Ophioarachnicola Warén, 1980
- genre Ophiolamia Warén & Carney, 1981
- genre Paedophoropus Ivanov, 1933
- genre Palisadia Laseron, 1956
- genre Paramegadenus Humphreys & Lützen, 1972
- genre Parastilbe Cossmann, 1900
- genre Parvioris Warén, 1981
- genre Peasistilifer Warén, 1980
- genre Pelseneeria Koehler & Vaney, 1908
- genre Pictobalcis Laseron, 1955
- genre Pisolamia Bouchet & Lützen, 1976
- genre Polygireulima Sacco, 1892
- genre Prostilifer Warén, 1980
- genre Pseudomucronalia
- genre Pseudosabinella McLean, 1995
- genre Pulicicochlea Ponder & Gooding, 1978
- genre Punctifera Warén, 1981
- genre Pyramidelloides G. Nevill, 1885
- genre Rectilabrum Bouchet & Warén, 1986
- genre Robillardia E. A. Smith, 1889
- genre Sabinella Monterosato, 1890
- genre Scalaribalcis Warén, 1980
- genre Scalenostoma Deshayes, 1863
- genre Selma A. Adams, 1863
- genre Sticteulima Laseron, 1955
- genre Stilapex Iredale, 1925
- genre Stilifer Broderip (in Broderip & Sowerby I), 1832
- genre Subniso McLean, 2000
- genre Thaleia Warén, 1979
- genre Thyca H. Adams & A. Adams, 1854
- genre Thyonicola Mandahl-Barth, 1941
- genre Trochostilifer Warén, 1980
- genre Tropiometricola Warén, 1981
- genre Turveria Berry, 1956
- genre Umbilibalcis Bouchet & Warén, 1986
- genre Vitreobalcis Warén, 1980
- genre Vitreolina Monterosato, 1884

## Galerie

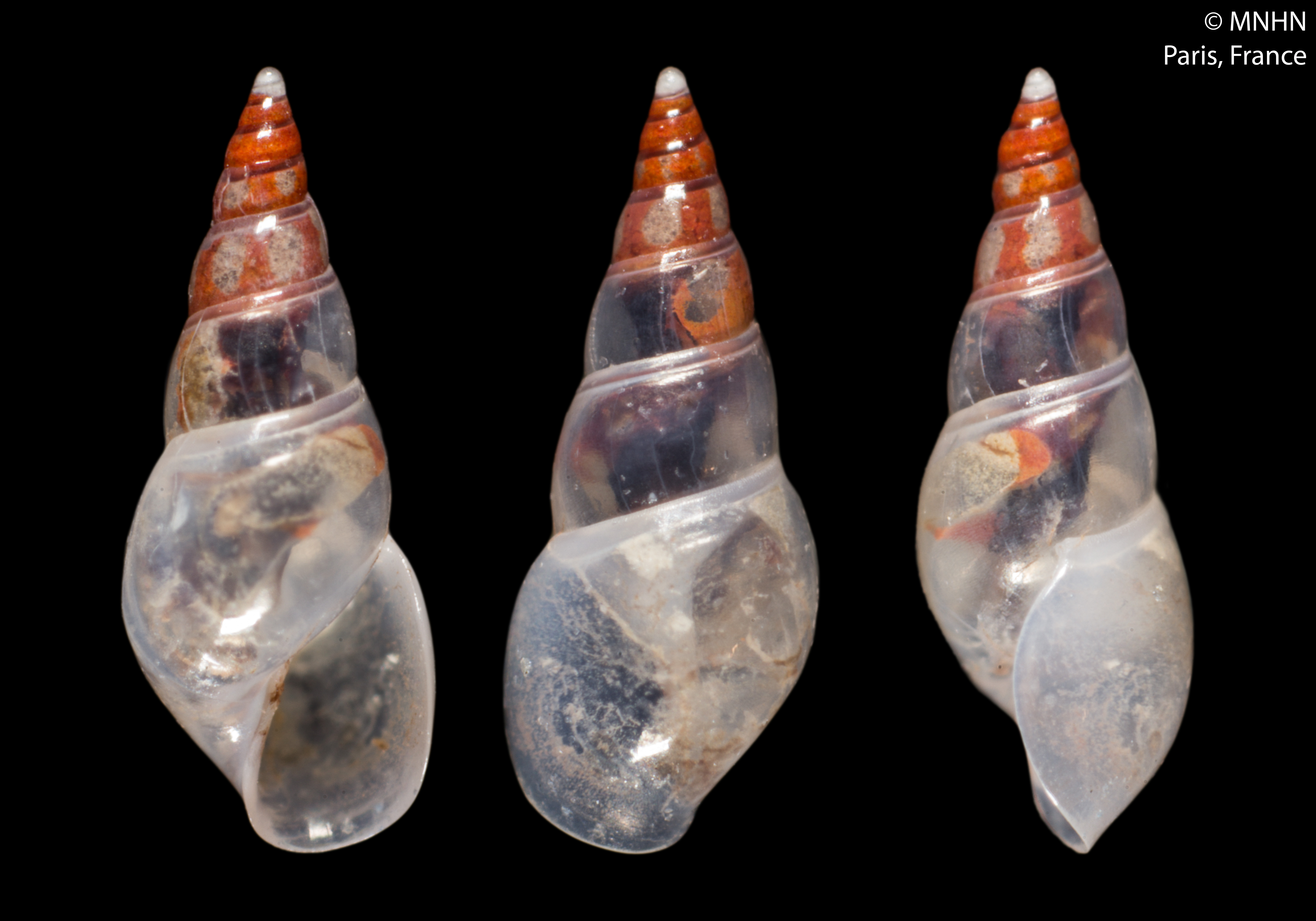
Annulobalcis vinarius
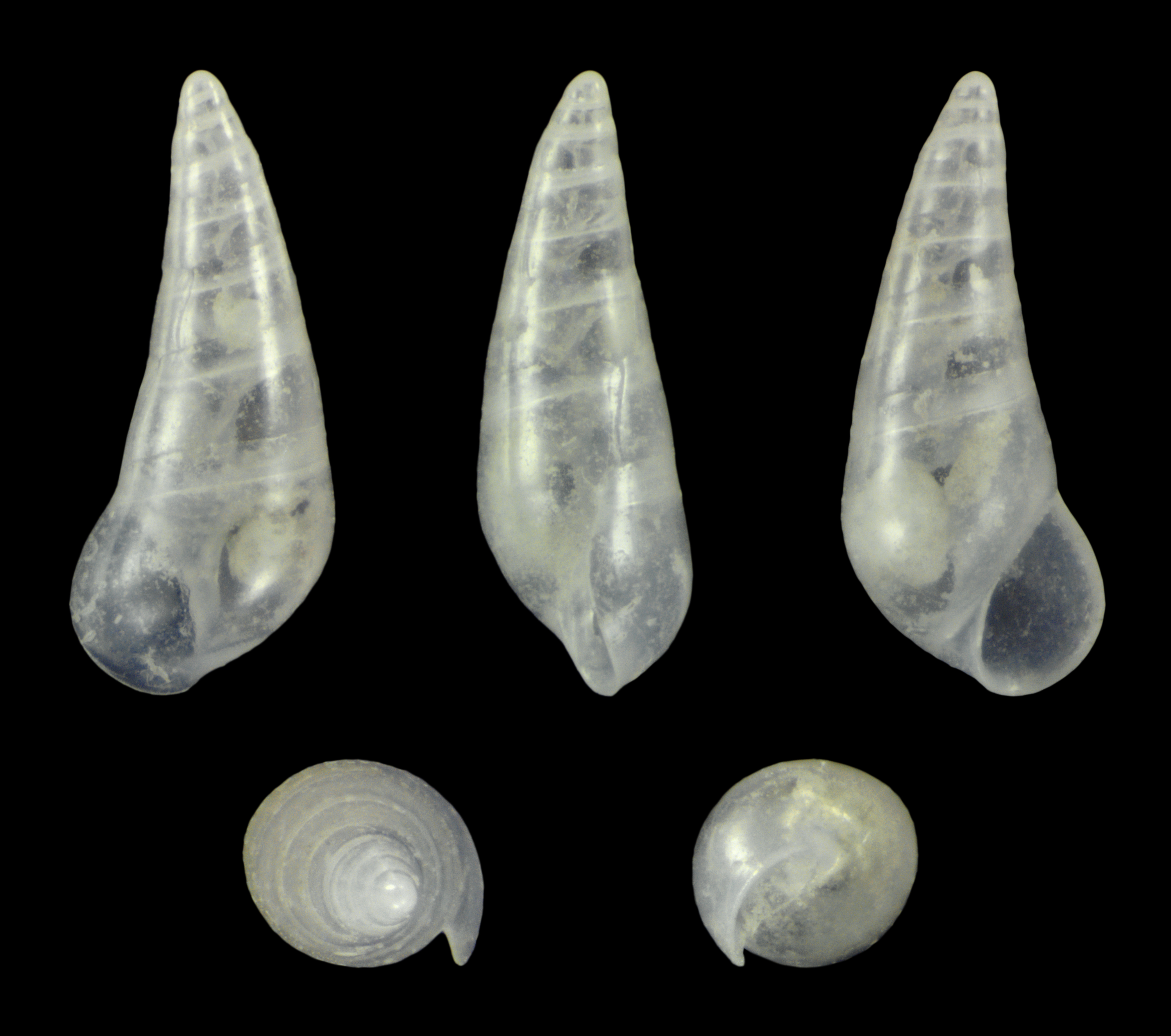
Curveulima dautzenbergi
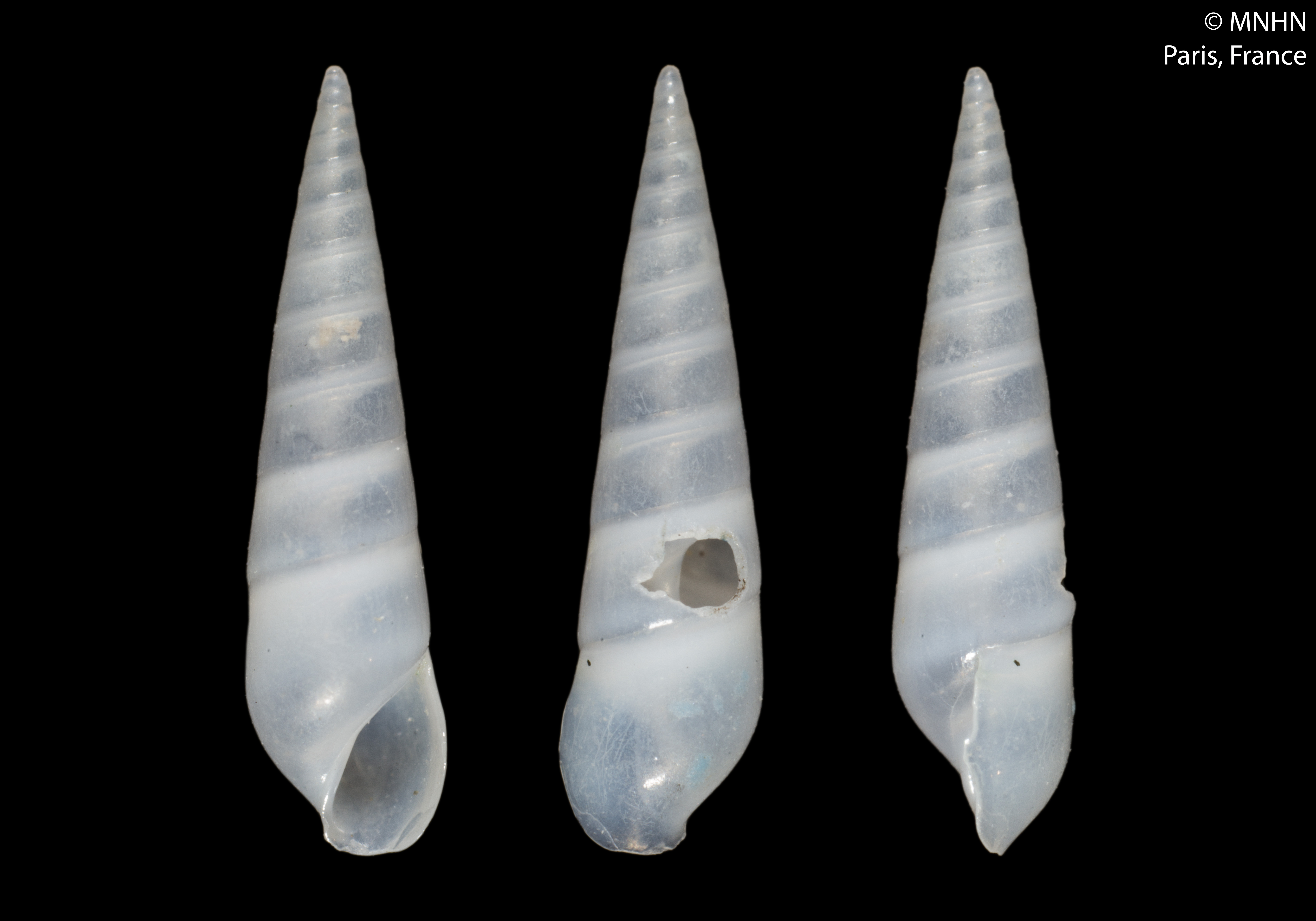
Eulima incolor
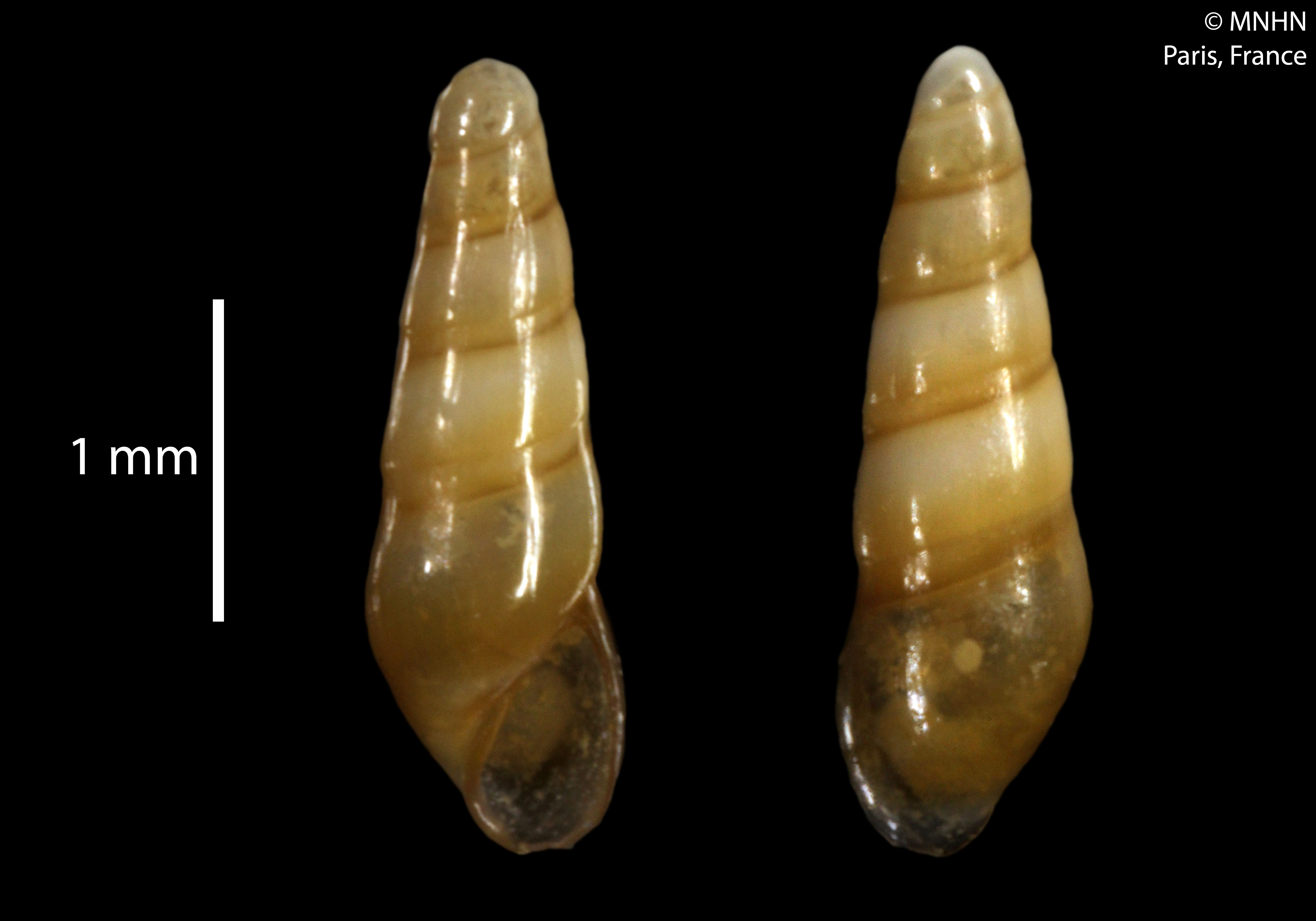
Fusceulima saturata
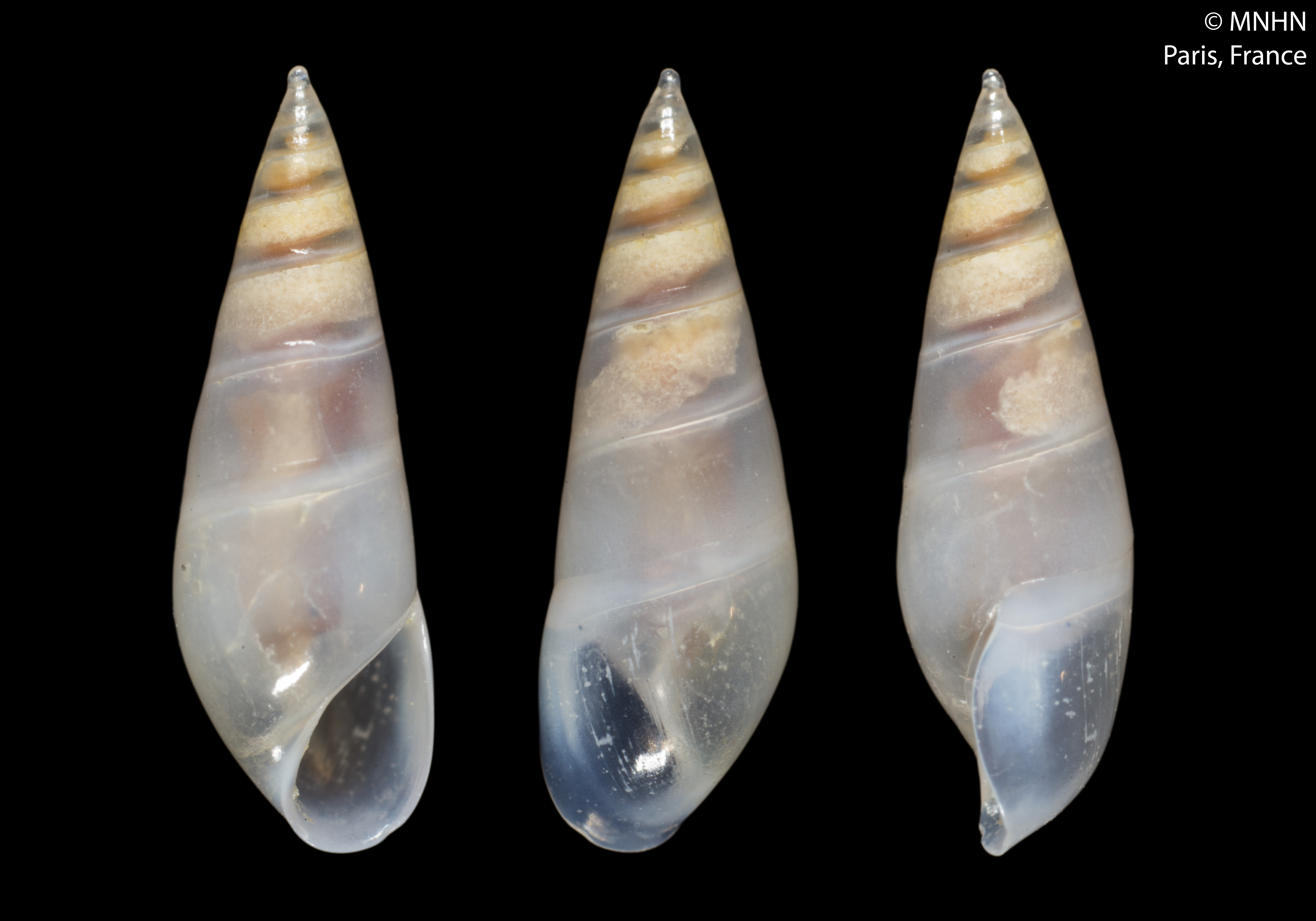
Hypermastus orstomi
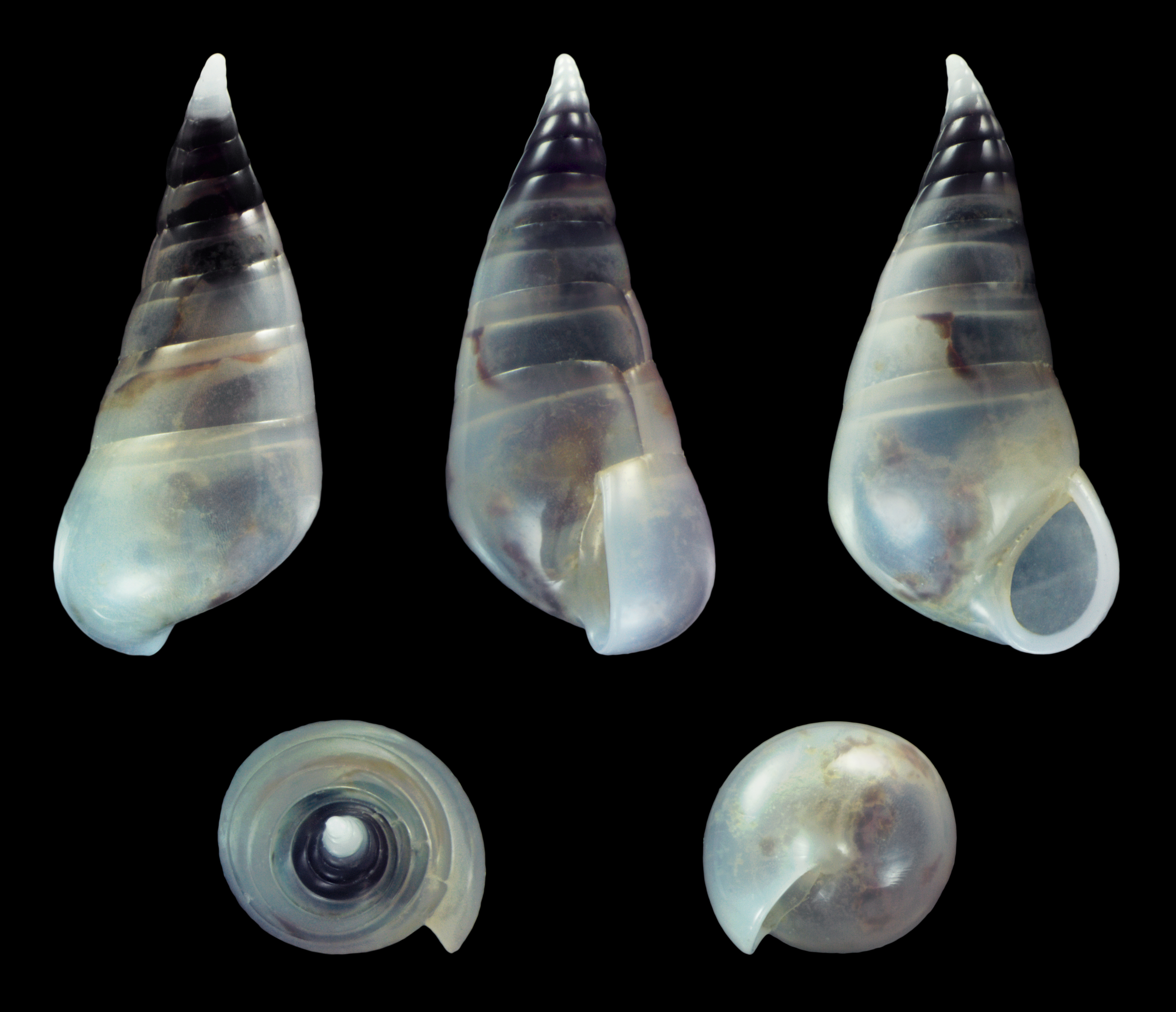
Melanella mimus
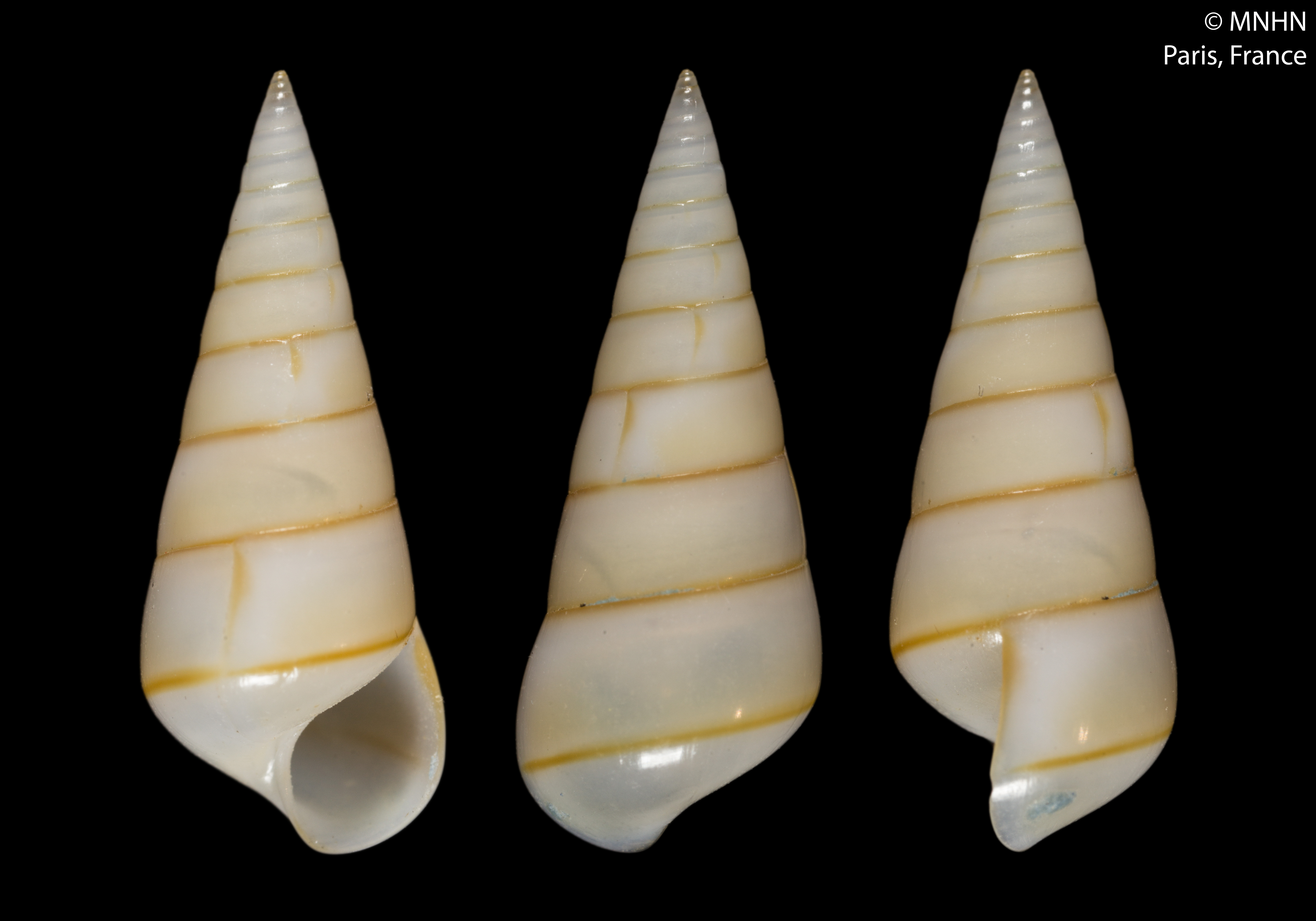
Niso foresti
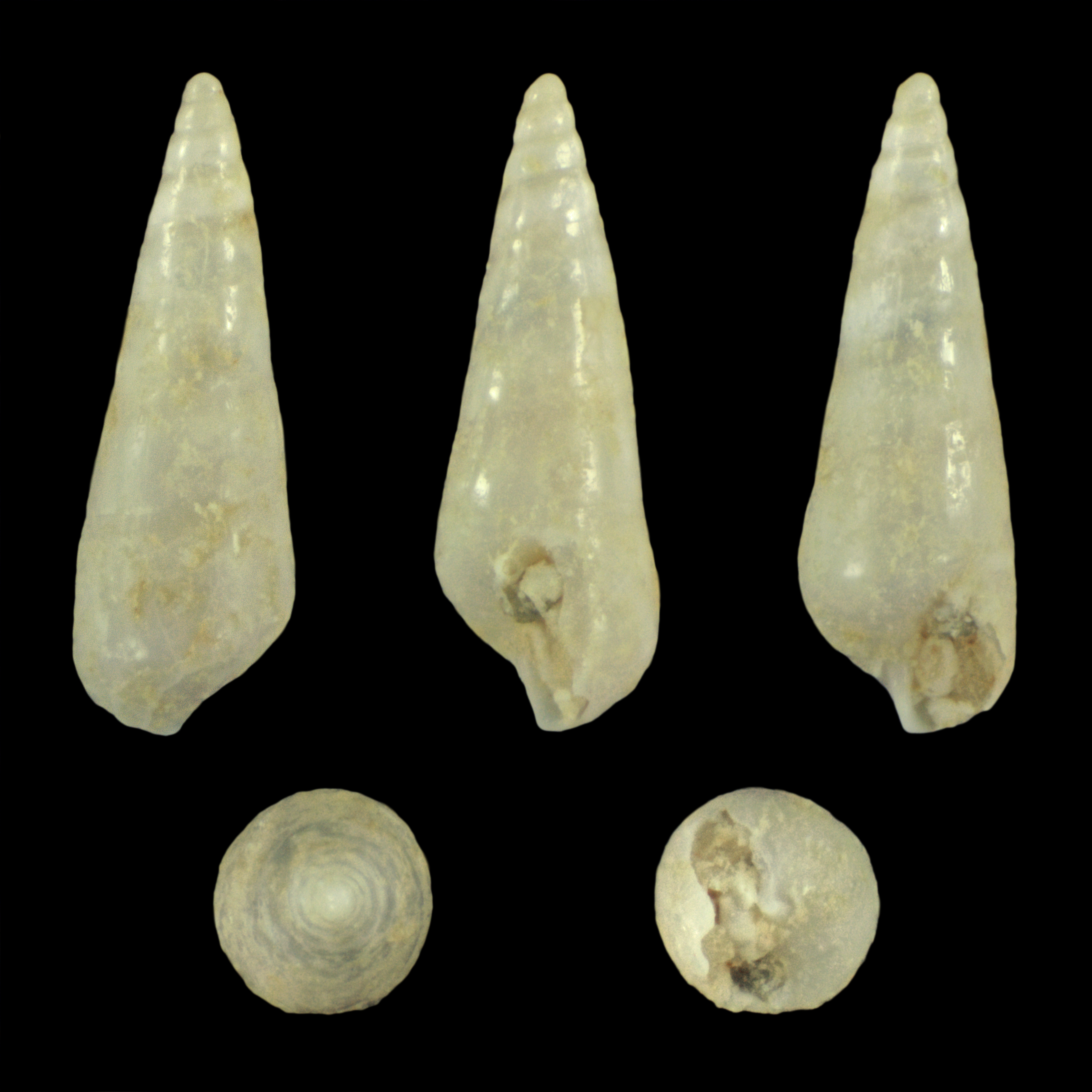
Ophioarachnicola nitidus goniophorus
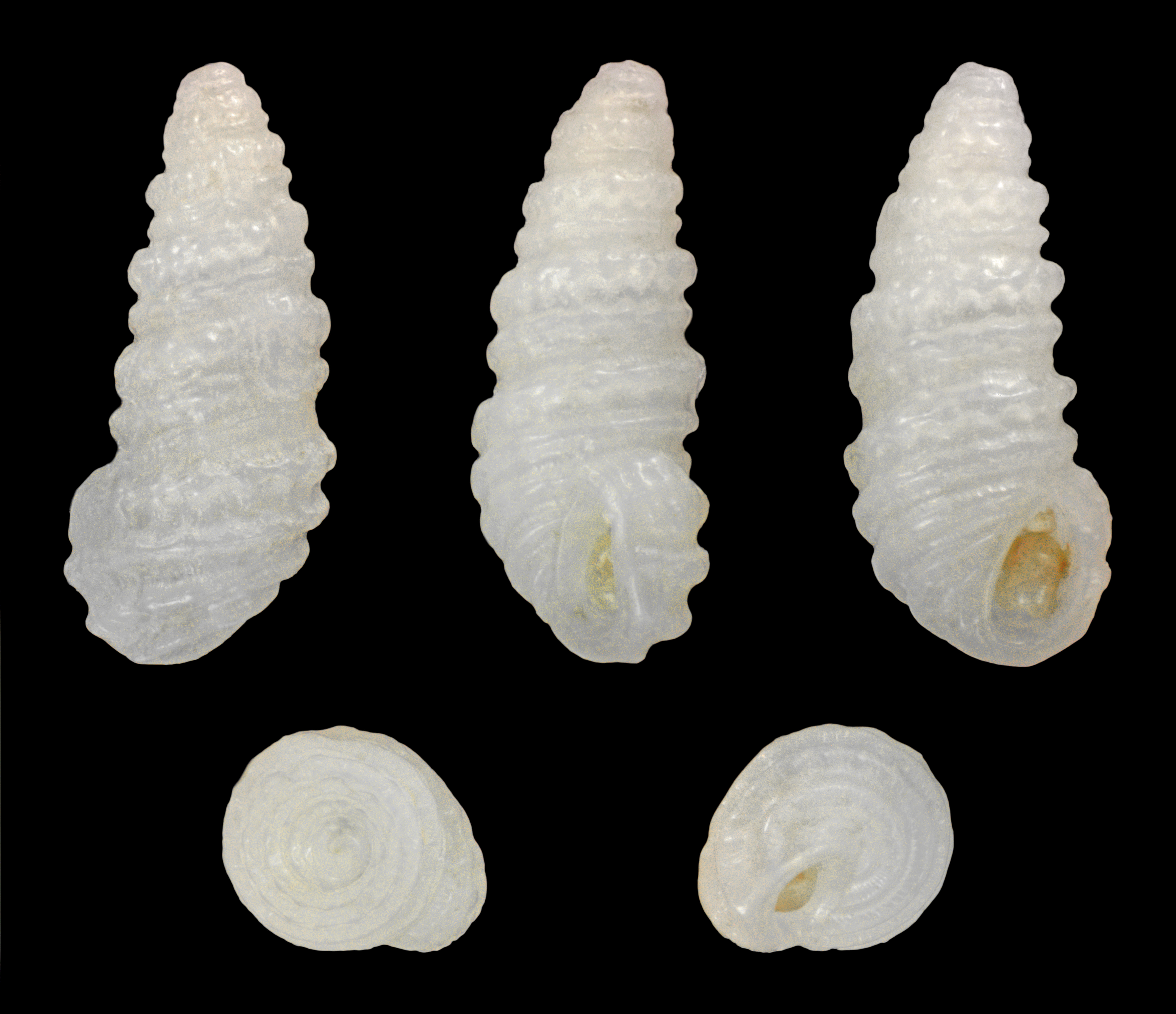
Pyramidelloides mirandus
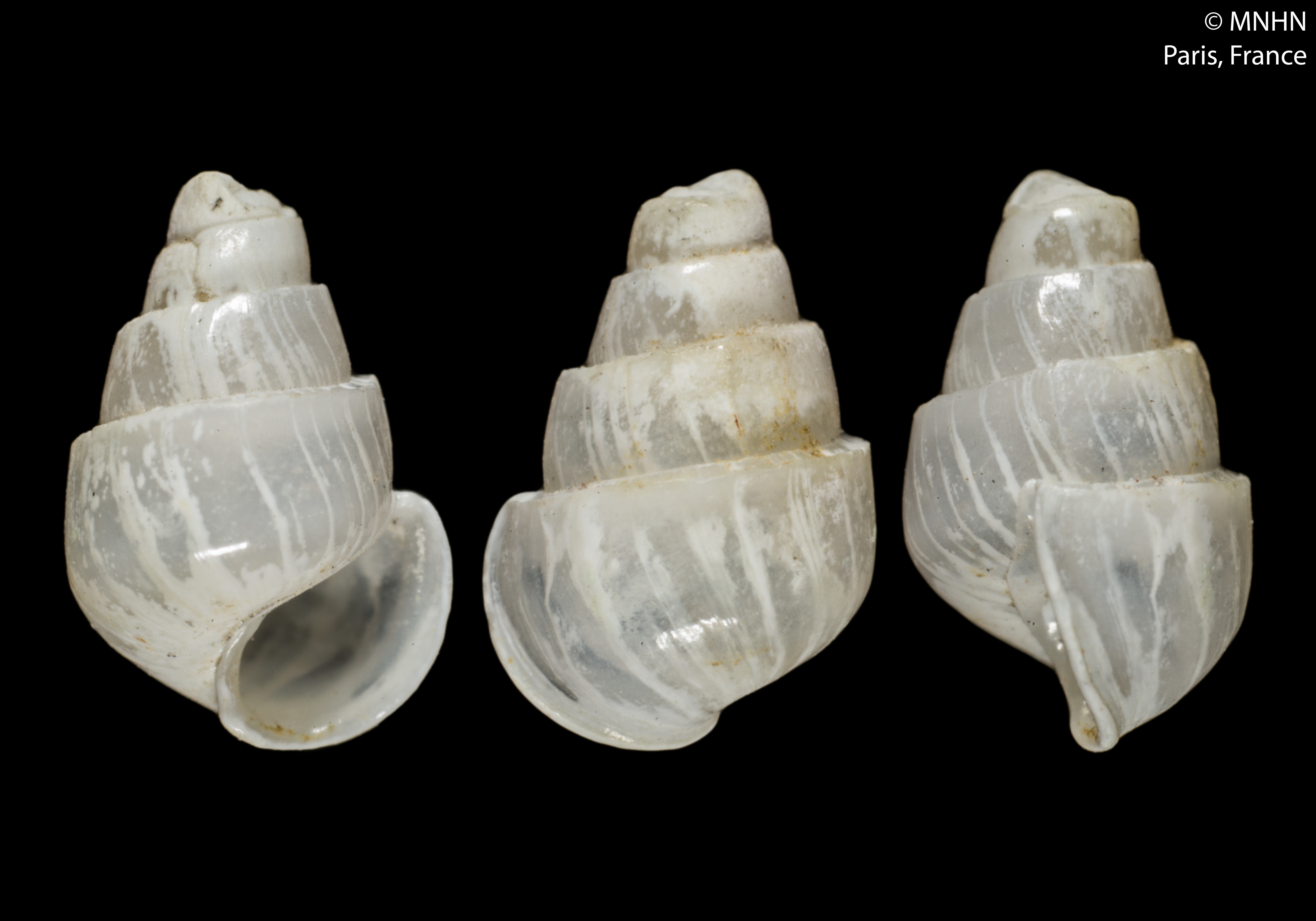
Scalaribalcis angulata
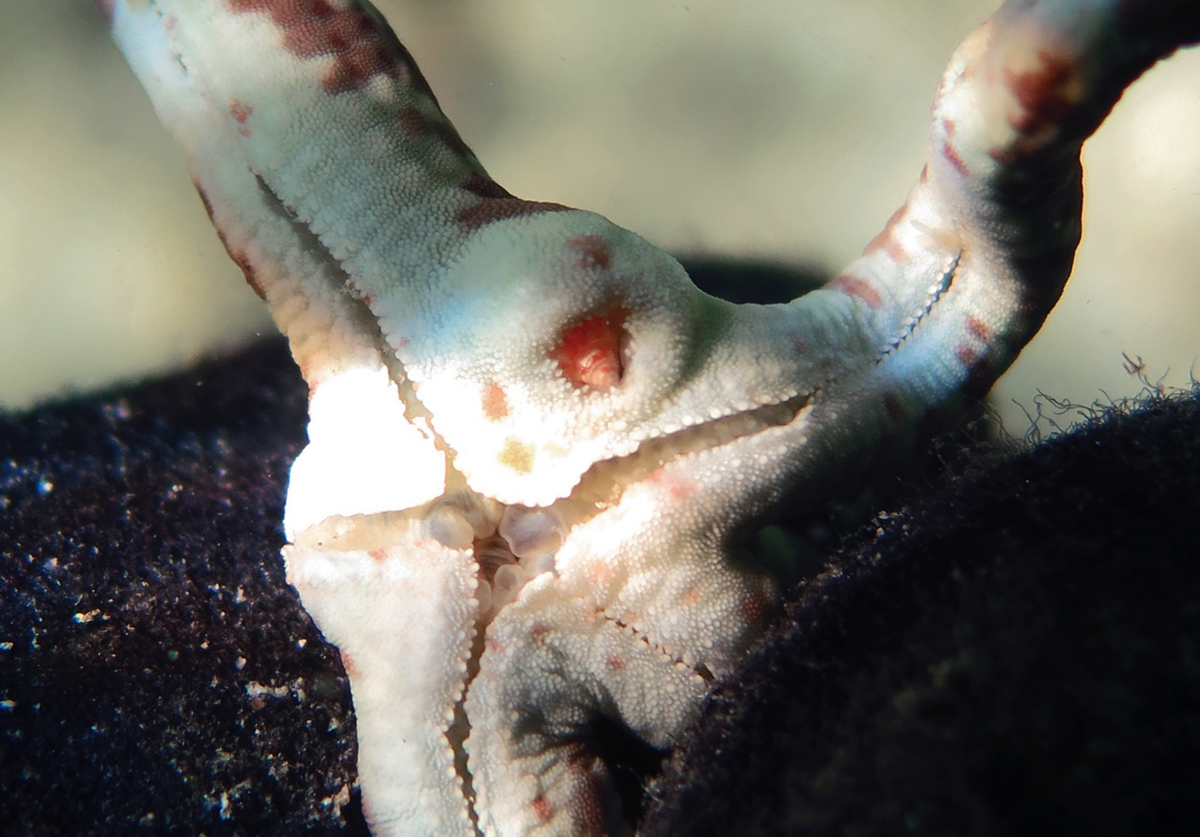
Stilifer linckiae, endoparasite d'une Linckia multifora à La Réunion.
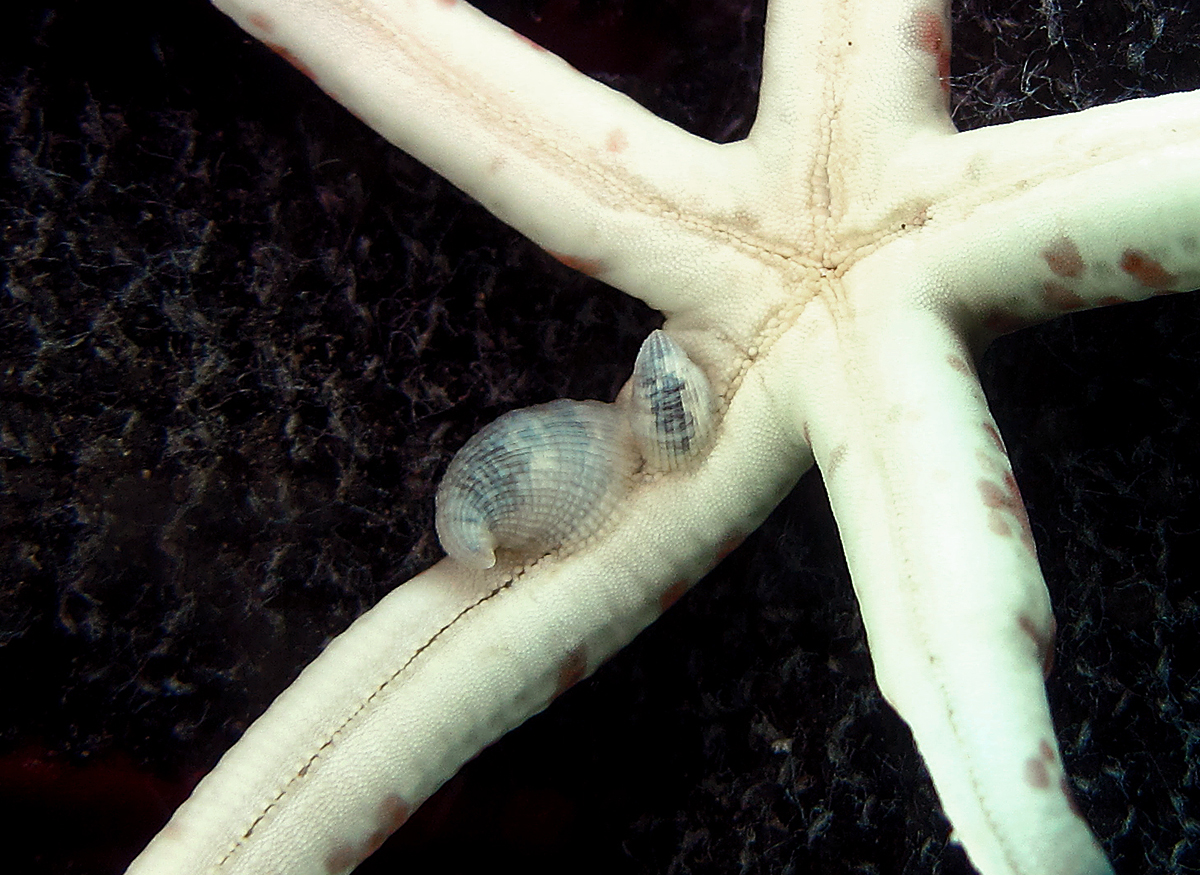
Des Thyca ectoconcha ectoparasites sur la face orale d'une étoile de mer Linckia multifora à La Réunion.
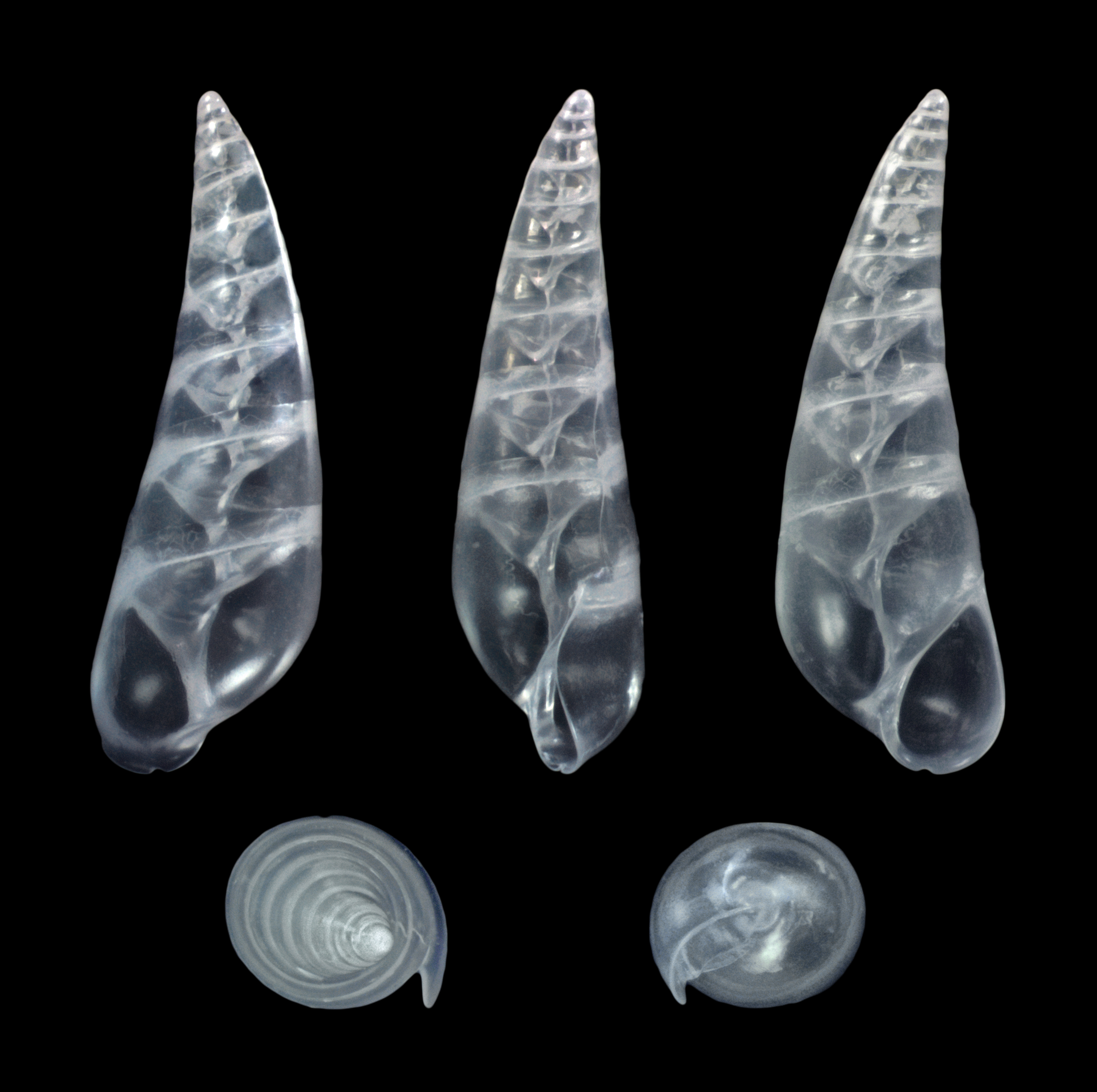
Vitreolina philippi